# 元湯・陣屋
元湯・陣屋（もとゆ・じんや）は、神奈川県秦野市の鶴巻温泉にある旅館。陣屋旅館（じんやりょかん）の通称で知られている。現在のオーナーはティラド代表取締役 CEO 兼 COO 社長執行役員の宮崎富夫。
以下、本記事では「陣屋」と表記する。

## 概要
旅館の敷地自体は、鎌倉時代に当時侍所別当だった和田義盛の陣地の一部であったとされる。
温泉に恵まれた当地に、1918年（大正7年）に三井財閥が御寮（接待所）として「平塚園」を建て、大正の終わりに旅館となった。太平洋戦争の直後に2代目 宮崎富次郎が買収し、現在の経営体制となった。将棋や囲碁のタイトル戦で使われる「松風」（三つの間が続いており、一番奥の間で対局する）は、旧福岡藩主・黒田侯爵家が明治天皇の宿泊のために大磯別邸に設け、三井財閥が当地へ移築したもの。
1926年（大正15年）に将棋の関根金次郎十三世名人が対局場として陣屋を指名して以来、将棋や囲碁のタイトル戦が数多く行われており、2018年4月現在で300回を越える。新聞社以外で将棋の公式対局が行われたのは陣屋が初とされる。陣屋事件の舞台としても知られる。

## 破綻危機からの経営再建
陣屋は2000年代に入って深刻な経営不振に陥り、10億円の負債を抱え、土地建物を売って負債を清算・廃業する見通しもつかない苦境にあった。バブル崩壊後、売り上げの柱であった企業の団体利用が激減した。鶴巻温泉そのものが衰退して「小田急沿線の普通の街」に変わりつつあり、最盛期は20軒あった宿泊施設が、2018年現在は陣屋、ビジネスホテルなど数軒に激減していることもある。
高級旅館であった陣屋は、現社長・4代目女将夫妻が2009年に経営を引き継いだ時には、僅か20室の客室を「1泊2食つき9,800円から」で提供する「安宿」に成り下がっていた。
背水の陣で陣屋を継いだ現社長・4代目女将夫妻は、思い切った設備投資（スクラップアンドビルド）・旧態依然としていた旅館業務の効率化とITの導入・ブライダル事業への進出などにより経営再建を果たし、マスコミ、特にビジネス関係のメディアで何度も紹介されている。
経営再建にあたっては、従業員全員がiPadで情報を共有し、陣屋を2回以上利用した顧客全てに「常連さん」としてきめ細かいサービスを提供できる、わずか10万円の初期投資で作り上げた顧客管理システム「陣屋コネクト」が大きな力となった。2012年に設立したシステム子会社「陣屋コネクト」を通じ、現社長がキャンピングカーで全国の旅館を回って顧客管理システムを外販している。
一般的な旅館・ホテルが通年無休で営業を行うのに対し、経営効率化の観点から休業日を設けているのも特徴で、2014年2月からは毎週火・水曜日を定休日とし、2016年1月からは月曜日も定休日に加えた（厳密には日曜からの泊り客がいるため、月曜日は半日営業の「週4.5日営業」）。さらに年齢構成を考慮して新卒採用に力を入れており、定休日明けの木曜午前を社員研修に充てている。

## エピソード・名物
映画監督の宮崎駿は、陣屋オーナー家の親戚であり、宮崎が幼少期に陣屋で過ごした思い出が「となりのトトロ」他の宮崎の作品に影響を与えたという。陣屋の庭園には「トトロの木」があり、館内には宮崎が陣屋に贈った色紙が展示されている。
太平洋戦争の直後、現社長の祖父がこの旅館を買収した際に、将棋の盤駒がついていた。現在もタイトル戦で使用されている、静山作・菱湖書の駒がそれである。

近年、将棋や囲碁のタイトル戦に際して特別に用意され、両対局者など関係者のみに供される「陣屋カレー」が有名である。米長邦雄がリクエストしたのがきっかけとされている。2016年の第57期王位戦第7局に際しては、イベントの一環として、数量限定で一般客に提供された。また、2017年現在、宿泊者向けルームサービスメニューには「陣屋カレー」が含まれており、下記のように案内されている。
なお、陣屋カレーにはビーフとチキンの2種類があるが、2023年の対局メニューからは、伊勢海老のフライをトッピングしたカレーも選べるようになっている。
前述の通り定休日を設けた結果、「宿泊客に配慮する必要がなく撮影ができる」として制作会社の間で口コミが広がり、テレビドラマや映画のロケ地として使われる事例が大きく増えたという。